# Pär Arvidsson
Pär Johan Arvidsson (* 27. Februar 1960 in Risinge, Gemeinde Finspång) ist ein ehemaliger schwedischer Schwimmer.
Bei den Olympischen Spielen 1980 in Moskau wurde er Olympiasieger über 100 m Schmetterling. Er profitierte bei diesen Spielen davon, dass die US-Schwimmer und Michael Groß nicht teilnahmen. Arvidsson wanderte nach Kalifornien aus und gründete eine Familie. Einer seiner beiden Söhne ist der Skirennläufer Erik Arvidsson, der 2016 Juniorenweltmeister in der Abfahrt wurde.